# Ніколаєва Маргарита Миколаївна
Маргарита Миколаївна Ніколаєва (ур. Петрова; 23 вересня 1935, Іваново — 21 грудня 1993, Одеса) — українська радянська гімнастка, дворазова олімпійська чемпіонка, заслужений майстер спорту СРСР.

## Біографічна довідка
Маргарита Ніколаєва народилася в 1935 році в м. Іваново в родині інженера-будівельника, в 1945 разом з батьками переїхала до Одеси.
Займатися спортивною гімнастикою розпочала з 13 років.
Закінчила факультет фізичного виховання Одеського педагогічного інституту ім. К. Д. Ушинського.
Дві олімпійські золоті медалі Ніколаєва здобула на римській Олімпіаді — одну в командному заліку разом із збірною СРСР, іншу — в опорному стрибку.
Померла в Одесі 21 грудня 1993 року.

## Вшанування пам'яті
У місті Одеса є провулок Маргарити Ніколаєвої.

## Нагороди
- Медаль «За трудову доблесть»
- Заслужений майстер спорту СРСР